# 鄂棟臣
鄂 棟臣 (簡体字: 鄂 栋臣; 1939年7月15日 – 2019年2月21日) は、中国の地球科学者、極地探検家。中国では「極致測絵（測量と製図）の父」と呼ばれている。中国隊としてはじめて南極および北極に到達したうちの一人で、生涯で11回の極地探検を行った。武漢大学の教授で、地球科学に対する貢献から何梁何利基金の賞を受けている。

## 生涯
1939年7月15日、江西省広豊に生まれる。当時は日中戦争の真っただ中で、幼いころに祖母と父を日本軍に殺されている。自らは牛飼いとして生計を立てた。
戦後、中華人民共和国が成立した後の1950年、村に小学校が開設されたので、11歳にして初めて就学した。優秀だった彼は、1960年に武漢大学測絵学院に入ることを許された。1965年に天文学と測地学の学位を取って卒業した後、軍事学校と母校の武漢大学測絵学院（後に武漢大学に統合）で教鞭をとり、測地学と地球情報学を教えた。

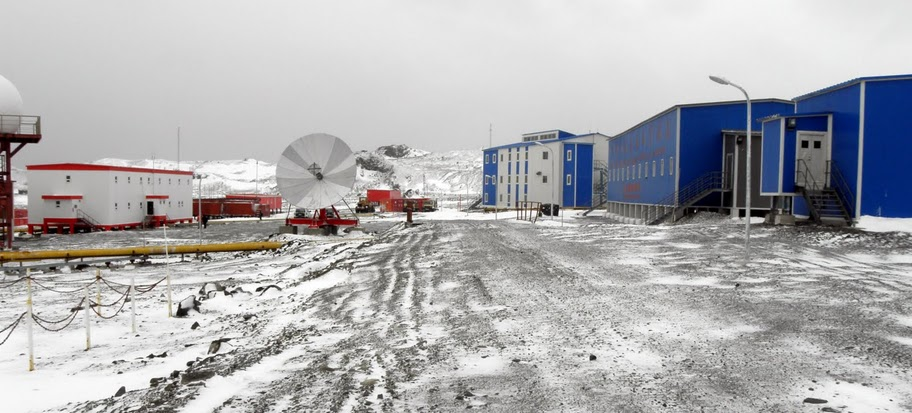
長城基地（2011年）

1984年、郭琨率いる中国初の南極遠征隊に加わり、測地チームを率いる。この遠征隊は1985年2月20日に中国最初の南極観測基地である長城基地を建設し、測地チームは1600以上に及ぶ地点を観測した。4年後の南極遠征にも参加し、中山基地を建設した。
1999年に中国が初めて北極へ観測遠征隊を派遣した際も、60歳の高齢ながら参加している。彼は3つの南極基地建設と最初の北極遠征に関わった唯一の科学者だった。生涯全体では11回の極地探検を行った。うち7回は南極で、残り4回は北極に赴いている。南極遠征の中で300もの地名を命名している。例えば南極における最初の中国語地名「長城湾」は、彼の命名によるものである。
鄂棟臣は国際ユーラシア科学アカデミーの会員で、中国南極測絵研究センターの測地名誉院長である。彼は何梁何利基金の地球科学部門をはじめ、数多の受賞歴がある。
引退後は一般向けの科学書を執筆した。また中国各地の大学や学校で、600回以上にわたり極地探検に関する講演を行った。
2019年2月21日、武漢大学中南医院で死去。